# La casa de los siete tejados
La casa de los siete tejados (The House of the Seven Gables) es una novela de Nathaniel Hawthorne publicada en 1851, generalmente reconocida como la mejor novela estadounidense de este período. Tiene lugar en la casa homónima de Salem, Massachusetts.
La novela tiene como escenario una casa, indudablemente peculiar, construida en el siglo XVII y ubicada en el centro de Salem, en una pequeña localidad de Nueva Inglaterra. En ella el coronel Pyncheon, de formación puritana, decide construir esta mansión en el lugar donde antes estaba edificada la cabaña de Mathew Maule, del que se dice que era un hombre turbio, oscuro, ya que fue conducido al tormento por acusaciones de hechicería. La mansión está endemoniada, ya que en ella se habían realizado antes distintos ritos de brujería.
El coronel, que preside el juicio condenatorio, no puede disimular unas pretensiones torcidas con ánimo de apoderarse del terreno de Maule. Mientras este es ajusticiado, pronuncia esta frase: “Dios le dará sangre para beber ”. Esta maldición afectará a las siguientes generaciones exponiendo así un gran fatalismo en ellas.
El día de la inauguración de la imponente casa el coronel muere repentinamente. En esta mansión es donde se desarrolla toda la novela.
Los personajes de esta novela son actores de un drama social que va mostrando la ridiculez de las posturas soberbias que desprecian a las personas humildes, quienes piensan y actúan con total libertad, es decir, fuera del orden puritano establecido en la época. Al mismo tiempo la prosa de Hawthorne destaca también el encanto de lo espontáneo, de la expresión personal libre del autor, de las buenas obras e incluso de la seriedad religiosa desarrollada con sincera espiritualidad.